# Rundstorp
Rundstorps säteri, tidigare även skrivet Runstorps säteri, är en herrgård i Norrköpings kommun (Kimstads socken) i Östergötlands län.

## Historia
Rundstorps säteri är beläget vid Roxens norra strand i Kimstads socken, Memmings härad. Den ägdes 1612 av assessorn Peder Törnsköld (död 1642) samt sedermera av hans son, landshövdingen Jakob Törnsköld, dennes måg, överstelöjtnanten Hans Skytte, vidare dennes måg, landshövdingen, friherre Henrik Jakob Wrede, efter vars död egendomen såldes 1759 till löjtnanten, sedermera kapten Johan Anders Kuylenstierna samt har vidare tillhört friherrliga släkten Wennerstedt, efter 1802 kapten, friherre Karl Gustaf Armfelt, vars moder Ebba Margareta Wennerstedt dog härstädes nämnda år. Sedan han dött barnlös 1825, ägdes gården av överstelöjtnanten friherre Magnus Armfelt samt vidare genom köp av statsrådet, greve Carl Gustaf Hård (1790–1841). Har därefter tillhört löjtnanten Gustaf O'Konor, löjtnanten L. E. Stackell, från 1851 fabrikören W. Sebardt, senare majoren, greve Charles Emil Lewenhaupt, vars änka, grevinnan Aurore Lewenhaupt, född af Segerström 1874 försålde egendomen till grosshandlaren C. O. W. Sandberg.